# HD 217314
HD 217314 — оранжевая звезда, находящаяся в созвездии Андромеда на расстоянии приблизительно 719,5 св. лет от Земли. По состоянию на 2007 год, радиус звезды оценивается в 21,4 солнечного радиуса. Исходя из положительной радиальной скорости, звезда удаляется от Солнца. Планет у HD 217314 обнаружено не было. Звезда видима невооружённым глазом на ночном небе.